# رودريغو فاوستينو
رودريغو فاوستينو هو لاعب هوكي الحقل برازيلي، ولد في 6 يناير 1987.

## وصلات خارجية
- رودريغو فاوستينو على موقع أوليمبيديا (الإنجليزية)
- رودريغو فاوستينو على موقع اللجنة الأولمبية البرازيلية (البرتغالية)